# Francesco Ronchi
Francesco Ronchi (Napoli, 24 luglio 1803 – 1878) è stato un magistrato e giurista italiano.

## Biografia

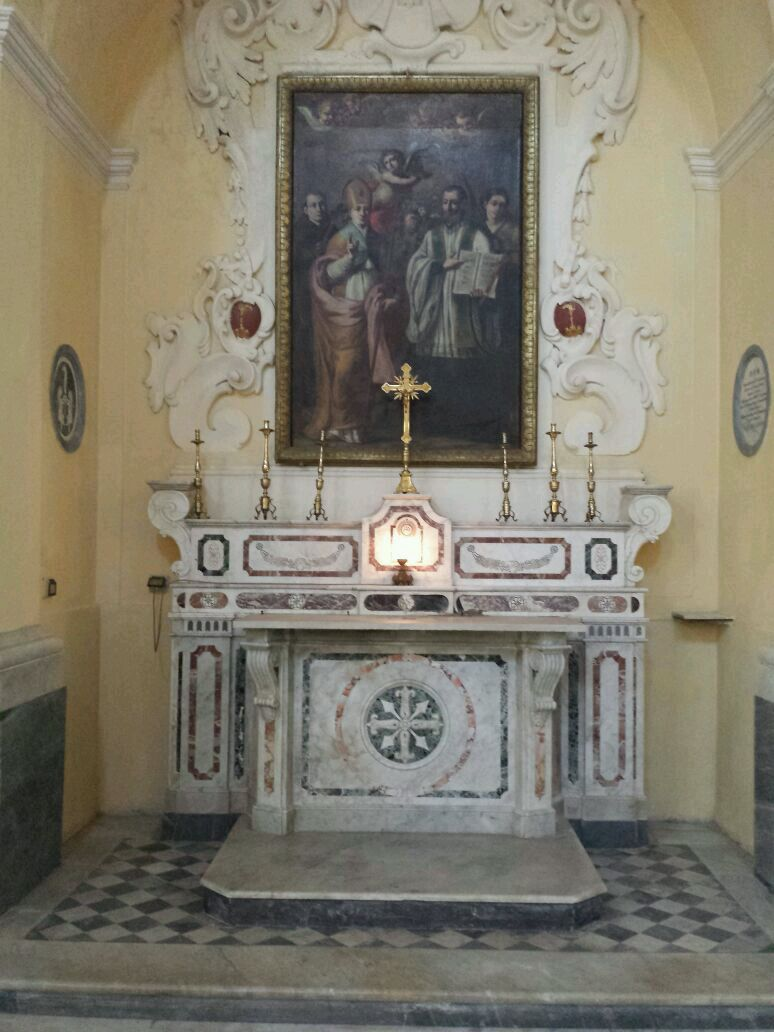
Altare della Cappella della famiglia Ronchi nella Collegiata di Solofra (AV)

Discendente da una famiglia gentilizia di Solofra (provincia di Avellino), nacque a Napoli nel 1803 nella Pieve de' Vergini, dal medico Luigi e da Rachele Barbieri. Si laureò in legge ed esercitò l'avvocatura nel foro di Napoli. Dal 1831 entrò in magistratura e fu giudice in varie province per 29 anni e sei mesi. 
Fu giudice decano al tribunale civile di Salerno e professore di diritto dell'Università di Napoli.
Nel 1848 scrisse l'innovativo manuale di diritto civile comparato dal titolo Saggio filosofico d'istituzioni di dritto-novissimo politico-civile del Regno delle Due Sicilie, sulla costituzione del 1848.

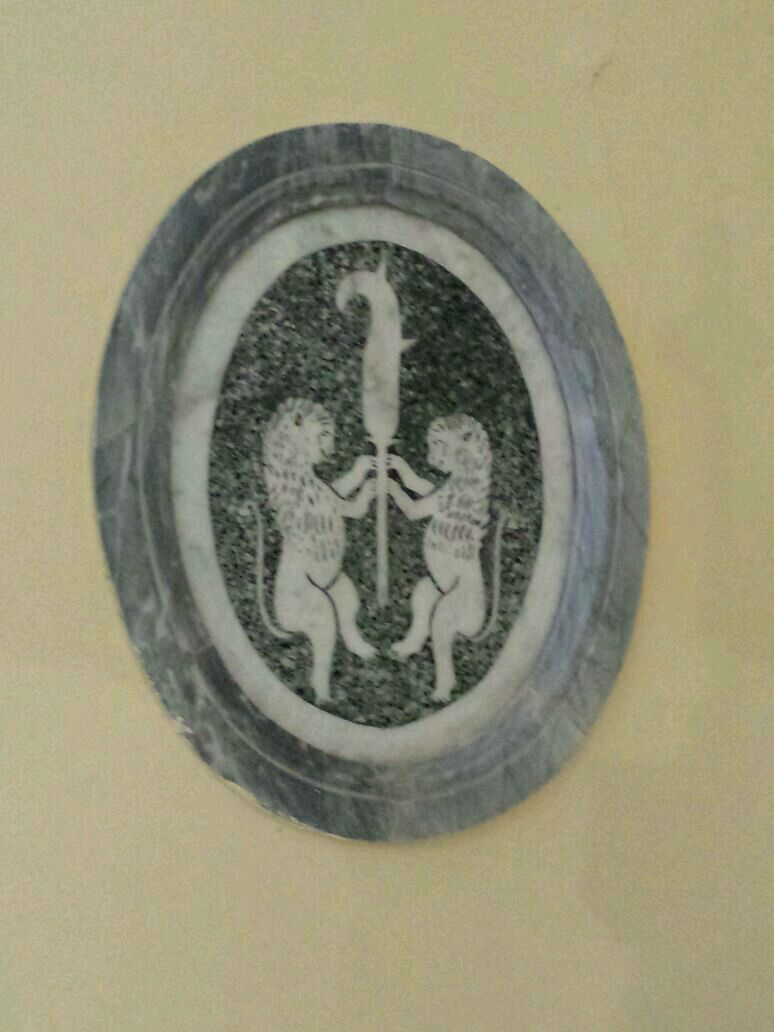
Stemma della Famiglia Ronchi nella Cappella della Collegiata di Solofra (AV)

Era cognato di Pietro d'Urso, ministro e segretario di Stato delle finanze del Regno delle Due Sicilie, a sua volta cognato del primo ministro Ferdinando Troya.
Con il passaggio al Regno d'Italia, fu sospettato di favoreggiamento per il brigante Cicco Cianci e accusato di cospirazione politica. Fu imprigionato negli anni 1860-1863 a Napoli e Avellino e fu condannato successivamente al domicilio coatto in Pistoia nel 1864, come egli tracciò nel libretto indirizzato ai Ministri e Segretari di Stato sottoscrittori delle leggi sul brigantaggio, dal titolo La mia difesa e le leggi de' sospetti 18 agosto 1863 - 7 febbraio 1864, edito in Pistoia nel 1864 e oggi reso disponibile in versione digitale dalla Biblioteca Nazionale Centrale di Firenze. La sua estraneità ai fatti fu confermata dall'esito del processo.
Con lo pseudonimo di Inorch Scorangef ha scritto nel 1865 il pamphlet Sulla legge de' sospetti e delle accuse segrete, indicato come stampato nella località svizzera di Capolago e uscito in occasione delle elezioni per contrastare la legge Pica. Le statistiche sugli arresti citate nell'opera sono state recentemente riprese anche da altri autori. 
Morì a 75 anni, come si deduce dalla data posta sulla lapide a sua memoria presso l'altare della famiglia nella collegiata di San Michele Arcangelo di Solofra, assassinato con due colpi di arma da fuoco da un ex-detenuto.

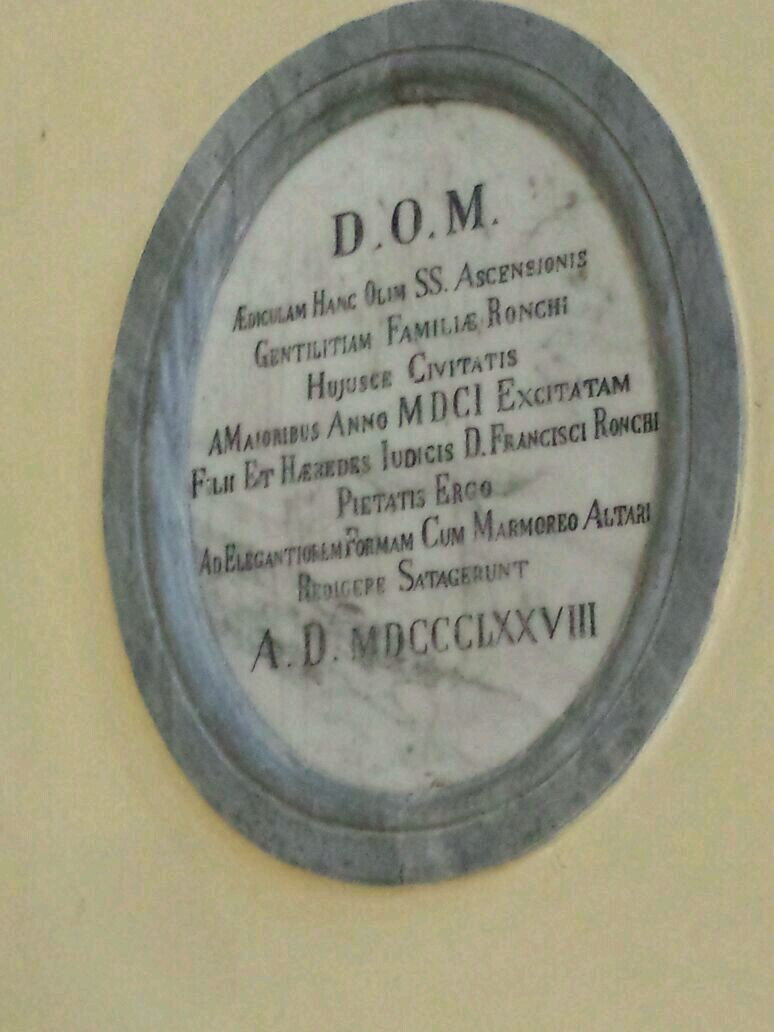
Lapide a memoria di Francesco Ronchi posta nella cappella di famiglia nella Collegiata di Solofra (AV)